# Nathan Fogaça
Nathan Uiliam Fogaça (Palmeira, Paraná, Brasil; 9 de junio de 1999) es un futbolista brasileño. Juega de delantero y su equipo actual es el Grêmio Novorizontino de la Serie B.

## Trayectoria
Formado en las inferiores del Coritiba, Nathan fue promovido al primer equipo para la temporada 2018. Hizo su debut el 5 de junio contra CRB por el Campeonato Brasileño de Fútbol Serie B 2018. El 24 de julio de 2018, anotó su primer gol como profesional ante el Goiás por la Serie B. En abril de 2021, fue enviado a préstamo al San Antonio FC de la USL estadounidense por el resto de la temporada.
En abril de 2022, Natham dejó Coritiba y firmó un contrato por dos años en el Portland Timbers 2, un mes después firmó por el primer equipo de la MLS.

## Estadísticas
Actualizado al último partido disputado el 29 de mayo de 2022
| Coritiba · Brasil                                         |               |               |    |    |    |   |   |    |    |    |
| 2.ª                                                       | 2018          | 9             | 1  | 0  | 0  | 0 | 0 | 9  | 1  |    |
| 2.ª                                                       | 2019          | 7             | 0  | 8  | 0  | 1 | 0 | 16 | 0  |    |
| 1.ª                                                       | 2020          | 12            | 0  | 1  | 0  | 0 | 0 | 13 | 0  |    |
| 1.ª                                                       | 2022          | 0             | 0  | 3  | 0  | 0 | 0 | 3  | 0  |    |
| Total club                                                | Total club    | 28            | 1  | 12 | 0  | 1 | 0 | 41 | 1  |    |
| San Antonio FC A préstamo Estados Unidos                  |               |               |    |    |    |   |   |    |    |    |
| 2.ª                                                       | 2021          | 34            | 13 | -  | -  | 0 | 0 | 34 | 13 |    |
| Total club                                                | Total club    | 34            | 13 | 0  | 0  | 0 | 0 | 34 | 13 |    |
| Portland Timbers 2 Estados Unidos                         |               |               |    |    |    |   |   |    |    |    |
| 3.ª                                                       | 2022          | 2             | 0  | -  | -  | - | - | 2  | 0  |    |
| Total club                                                | Total club    | 2             | 0  | 0  | 0  | 0 | 0 | 2  | 0  |    |
| Portland Timbers Estados Unidos                           |               |               |    |    |    |   |   |    |    |    |
| 1.ª                                                       | 2022          | 4             | 2  | -  | -  | 1 | 0 | 5  | 2  |    |
| Total club                                                | Total club    | 4             | 2  | 0  | 0  | 1 | 0 | 5  | 2  |    |
| Total carrera                                             | Total carrera | Total carrera | 68 | 16 | 12 | 0 | 2 | 0  | 82 | 16 |
| (1) Incluye datos de la Copa de Brasil y la U.S. Open Cup |               |               |    |    |    |   |   |    |    |    |

## Palmarés

### Títulos regionales
| Título                | Club     | País   | Año  |
| --------------------- | -------- | ------ | ---- |
| Campeonato Paranaense | Coritiba | Paraná | 2022 |